# Labastide-Gabausse
Labastide-Gabausse è un comune francese di 456 abitanti situato nel dipartimento del Tarn nella regione dell'Occitania.

## Società

### Evoluzione demografica
Abitanti censiti